# 酒井大成
酒井 大成（さかい たいせい、1998年4月1日 - ）は、日本の俳優。福岡県出身。レプロエンタテインメント所属。

## 来歴
小学生からサッカーを始め、2010年から2012年までアビスパ福岡の下位組織であるU-15に2年間所属していた。U-15時代のチームメイトに冨安健洋、東家聡樹がいる。
プロの道は厳しいと思い、サッカー選手の道を断念する。昔から映画が好きで、作り手側ではなくて映る側になりたいと漠然と思ったのがきっかけで俳優の道を選ぶ。
2021年末から2022年にかけて行われた「レプロ30周年主役オーディション」に合格し芸能界入り。映画『ザ・ショーゴマン』で俳優デビュー。
2023年1月8日、テレビドラマ『親友は悪女』で初めてレギュラー出演を果たす。 同年3月5日、スーパー戦隊シリーズ『王様戦隊キングオージャー』にて、主人公のギラ・ハスティー / クワガタオージャー役を演じ、初主演を果たした。

## 人物
趣味はフットサル、ギター、映画鑑賞。特技はサッカー。好きな特撮作品は『爆竜戦隊アバレンジャー』と『仮面ライダークウガ』。
2023年9月16日のアビスパ福岡の名古屋戦では、アビスパのスペシャルユニフォームに身を包み試合前イベントに出演、ベスト電器スタジアムへ俳優としての凱旋となった。

## 出演
太字は主演。

### テレビドラマ
- 親友は悪女（2023年1月8日 - 3月26日、BSテレビ東京） - 柴山幸樹 役[11]
- 王様戦隊キングオージャー（2023年3月5日 - 2024年2月25日、テレビ朝日） - 主演・ギラ・ハスティー / クワガタオージャー 役[9][注釈 1]
- 三ツ矢先生の計画的な餌付け。（2024年7月26日 - 9月6日、毎日放送） - 主演・石田友也 役（山崎まさよしとW主演）[12]
- 119エマージェンシーコール（2025年1月13日 - 3月31日、フジテレビ） - 上杉昴 役[13]

### 映画
- ザ・ショーゴマン（2022年） - 蛇塚由鶴 役
- 動けば雷電の如く（2022年5月10日） - 主演
- 覚えてろよ! 僕ら17さ（2022年11月23日） - 高橋樹 役
- 映画 王様戦隊キングオージャー アドベンチャー・ヘブン（2023年7月28日、東映） - 主演・ギラ / クワガタオージャー 役[14]

### 配信ドラマ
- 王様戦隊キングオージャー IN SPACE（2024年11月10日、東映特撮ファンクラブ） - 主演・ギラ・ハスティー / クワガタオージャー 役[15]

### 配信映画
- イカロス 片羽の街「豚知気人生」（2023年2月11日、U-NEXT）[16]

### 舞台
- スーパー戦隊シリーズ - 主演・ギラ・ハスティー / クワガタオージャー 役
  - 王様戦隊キングオージャーショー 真なる邪悪の王降臨?!伝説の力がチキューを滅ぼす!（2024年1月6日 - 28日、シアターGロッソ）[17]
  - 王様戦隊キングオージャーショー 王様、この地に集う!（2024年2月3日 - 3月17日、シアターGロッソ）[18]
  - 王様戦隊キングオージャー ファイナルライブツアー2024（2024年3月31日、静岡市民文化会館 / 4月7日、札幌文化芸術劇場 hitaru / 4月14日、仙台サンプラザホール / 4月21日、新潟県民会館 / 4月27日・28日、Niterra日本特殊陶業市民会館 / 5月11日、広島文化学園HBGホール / 5月12日、福岡サンパレス / 5月18日・19日、オリックス劇場）[19]
- 狂人なおもて往生をとぐ 〜昔、僕達は愛した〜（2025年10月11日 - 18日〈予定〉、IMM THEATER） - 敬二 役[20]

### オリジナルビデオ
- スーパー戦隊シリーズ（東映ビデオ）
  - 王様戦隊キングオージャーVSドンブラザーズ（2024年10月9日） - 主演・ギラ・ハスティー / クワガタオージャー 役[21]
  - 王様戦隊キングオージャーVSキョウリュウジャー（2024年10月9日） - 主演・ギラ・ハスティー、イーヴィルキング 役[22]
  - 爆上戦隊ブンブンジャーVSキングオージャー（2025年10月29日） - ギラ・ハスティー / クワガタオージャー 役[23]

### イベント
- Anime × Game Festival 2024 (AGF 2024)（2024年12月8日、韓国・KINTEX）[24]
- ナンバーワン戦隊ゴジュウジャー 制作発表イベント（2025年、シアターGロッソ） - クワガタオージャーの声[25]

### MV
- FUNKY MONKEY BΛBY'S「ROUTE 16」（2022年）[1]
- リアクション ザ ブッタ「オンステージ」（2022年）
- マルシィ「フリージア」（2025年）

### 玩具
- 王様戦隊キングオージャー オージャカリバー -MEMORIAL EDITION-（2024年11月27日）
- 王様戦隊キングオージャー MEMORIALIZE DATA CARD（2024年12月23日）
- 王様戦隊キングオージャー MEMORIALIZE DATA CARD スズメ・ディボウスキ&ラクレス・ハスティー、デボニカ&ギラ・ハスティー セット（2025年1月16日）
- 王様戦隊キングオージャー キングガブリカリバー -MEMORIAL EDITION-（2025年3月14日）

## 書籍

### カレンダー
- TAISEI SAKAI CALENDAR 2024.4-2025.3（2024年1月15日）

## ディスコグラフィ

### キャラクターソング
| 発売日       | 商品名                                              | 歌                                  | 楽曲          | 備考                                               |
| ------------ | --------------------------------------------------- | ----------------------------------- | ------------- | -------------------------------------------------- |
| 2024年2月7日 | 王様戦隊キングオージャー キャラクターソングアルバム | クワガタオージャー/ギラ（酒井大成） | 「KIND KING」 | 特撮テレビドラマ『王様戦隊キングオージャー』関連曲 |